# Chimica Târnăveni
Chimica Târnăveni este o Asociație Sportivă care are ca principală ramură sportivă fotbalul. Poartă acest nume din sezonul 1957-1958. Alte denumiri ale echipei de fotbal au fost Patria și Energia.
În prezent la acest club mai există doar două grupe de juniori care evoluează în campionatul de juniori pe județul Mureș. Juniorii 88-90 au câștigat consecutiv două campionate județene, iar acum se află din nou pe locul 1 în clasament. 
Juniori:88-90 Vlad Rareș, Candea Valentin, Răileanu Daniel, Veres Ladislau, Varga Cosmin, Grecu Sergiu, Hancu Andrei,Bogdan Mateiu, Adrian Moldovan, Rares Popa, Flavius Detesan, Gurghian, Roca Răzvan, Fazakas Attila. În prezent echipa poartă denumirea de Poliglot 2006, în Divizia B , joacă pe stadionul din Târgu Mureș . Dar este o echipă din Târnăveni.

## Jucători renumiți
Cel mai important jucător care a activat până acum aici a fost Ladislau Bölöni între 1967-1969.

## Jucători anteriori
Prof. Ioan Vunvulea , Deac Dorin
,Asa Ioan, Alin Moldovan, Adrian Claudiu Bichesi,Barabas Zoltan, Barabas Ludovic, Cristian Daniel Chebuțiu ,Emil Ioan Stef , Constantin Andrei, Gheorghe I. Andrei , Romică Cătălin Dumitru , Claudiu Olimpiu Cucerzan , Ioan Lucian Florea , Daniel Ioan Maier , Nicu Marcadonatu , Gheorghe Ilie Olah , Lucian Oltean , Florin Râtea , Constantin Stefan Cristian ,Moldovan Costel ,T.Alexandru, Augustin aintesan , Cornel Ungurean , Gorea Emil Curticăpean ,  Florin Chertes , Cristian Dumitru Pustai , Florin Nicusor Tudose , Marius Voiculescu , Vasiu , Klein Robert,Vasile Petrisor,Vasile Dicher,  Nedelcu.V, Marius Adrian Radu, Nicolae Florin Iorga, Ilie Nico Baicu, Florin Tudose, Damian Mihai, Albu Gheorghe,Vig Ioan.fratii Bozesan, Cenan, Oprisor, Stoica, Matefi, Kallo, Dobrin,Fodor, Marginean,

## Antrenori anteriori
Nicolae Babeti
Florea Ispir
Ștefan Stana Schiopu Ioan